# Пофи
Пофи (итал. Pofi) је насеље у Италији у округу Фрозиноне, региону Лацио.
Према процени из 2011. у насељу је живело 879 становника. Насеље се налази на надморској висини од 266 м.

## Становништво
Према резултатима пописа становништва 2011. у општини је живело 4.303 становника.
| 1931. | 1936. | 1951. | 1961. | 1971. | 1981. | 1991. | 2001. | 2011. |
| ----- | ----- | ----- | ----- | ----- | ----- | ----- | ----- | ----- |
| 4.905 | 5.215 | 5.668 | 5.060 | 4.264 | 4.373 | 4.496 | 4.463 | 4.303 |